# Договор от Балта Лиман
Договорът от Балта Лиман от 1838 година е неравностойно британско-османско търговско споразумение, сключено между Обединеното кралство и Високата порта.
Османската империя се съгласява по силата на договора да премахне всички вътрешни монополи и да осигури при изгодни условия ниски мита за британските износители на промишлени стоки – пълен достъп до всички османски пазари. Отделно от това османската власт се съгласява британските търговци да бъдат облагани еднакво с местните търговци. От друга страна договорът не премахва за османските износители протекционизма върху селскостопанските пазари на Великобритания и нейните колонии.
Османският султан Махмуд II приема договора поради обещаната британска помощ в борбата му срещу египетския владетел Ибрахим паша, който начело на египетската армия овладява Ливан и Сирия, след като бързо разгромява османските сили в Леванта. Махмуд II призовава Великобритания и Франция за помощ след бунта на бащата на Ибрахим паша, след което неохотно се обръща за помощ към Русия, която от своя страна спира напредъка на Али паша.
Напрежението между Египет и Османската империя, заедно със страховете от руската намеса, дава на Обединеното кралство стимул да преговаря с османците, за да спечели срещу обещания за военна помощ и дипломатическа подкрепа изгодни търговски отстъпки и пълен достъп до всички османски пазари.